# Lipy (województwo lubuskie)
Lipy – osada leśna w Polsce, położona w województwie lubuskim, w powiecie gorzowskim, w gminie Kłodawa.
W latach 1975–1998 miejscowość administracyjnie należała do województwa gorzowskiego.
Osada leśna na południowym skraju jeziora Lubieszewko na terenie Barlinecko-Gorzowskiego Parku Krajobrazowego. Obecnie mieści się tutaj Leśna Stacja Edukacyjna kierowana przez Zespół Parków Krajobrazowych Województwa Lubuskiego w Gorzowie Wlkp. W skład miejscowości wchodzi administracyjnie Lubociesz – osada leśna na północno-zachodnim skraju jeziora Lubie, gdzie znajduje się ośrodek wypoczynkowy. 

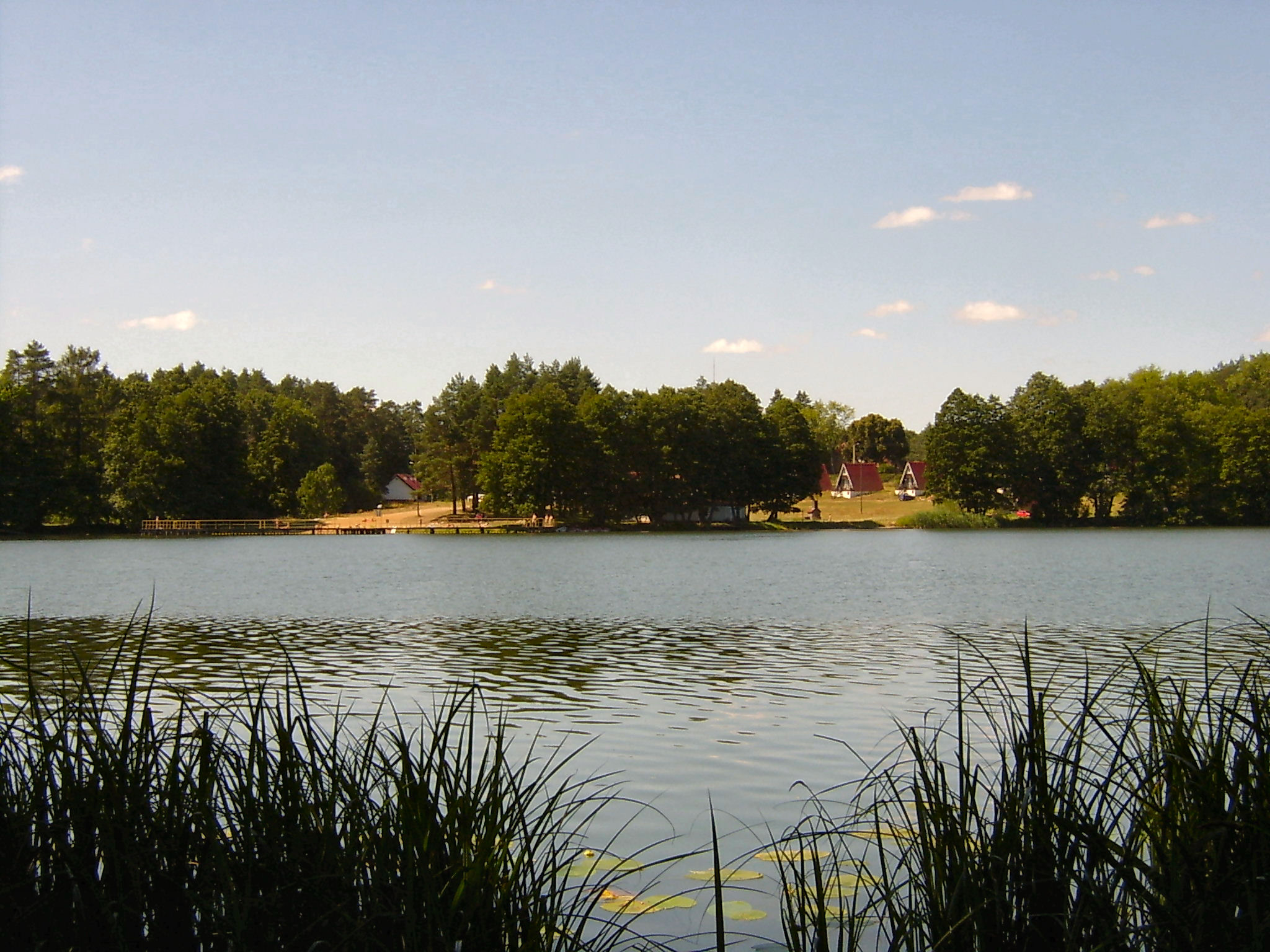
Jezioro Lubie - w głębi ośrodek wypoczynkowy w Lipach
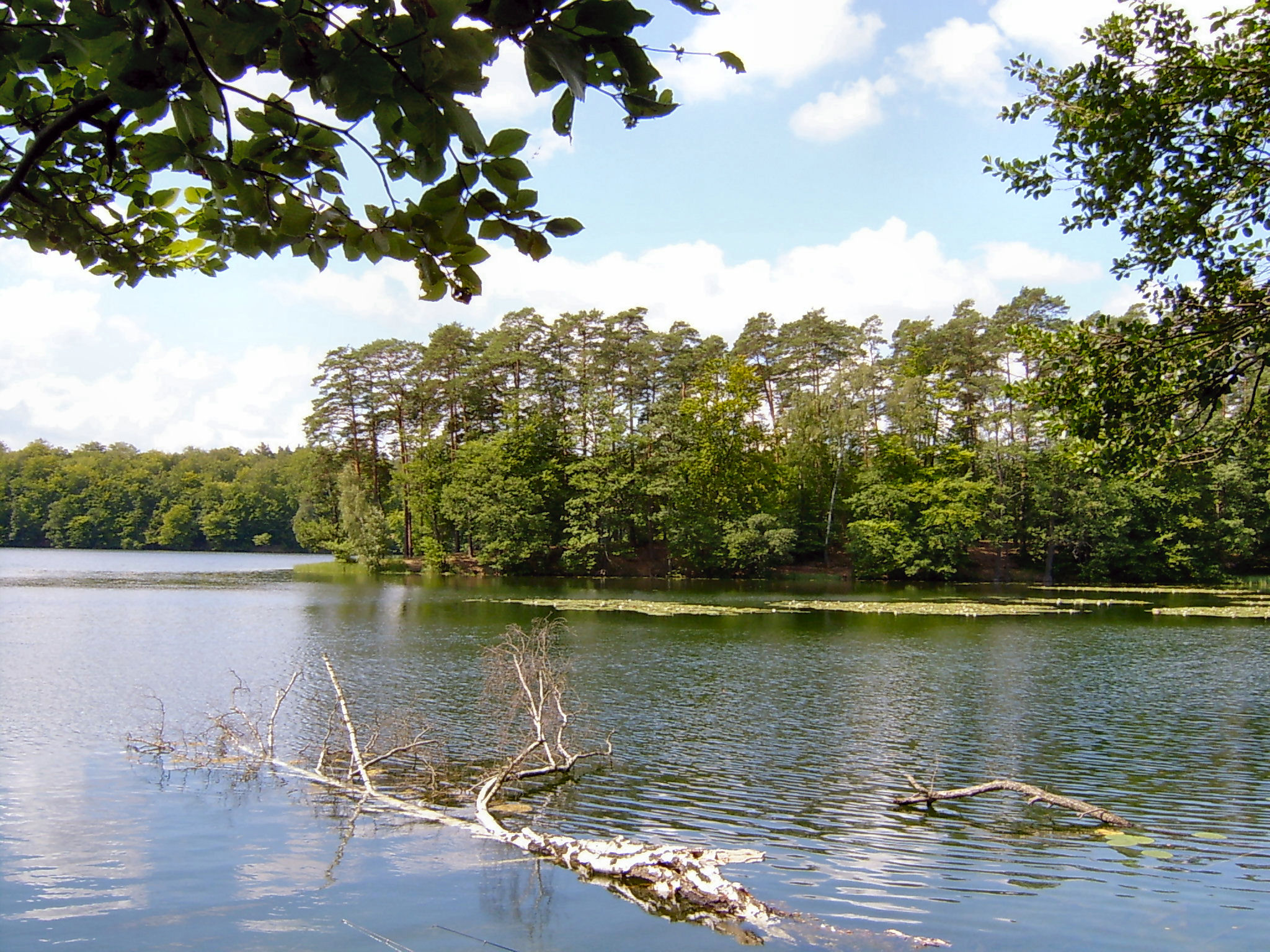
Jeziora Suche i Lubieszewko (Portki)
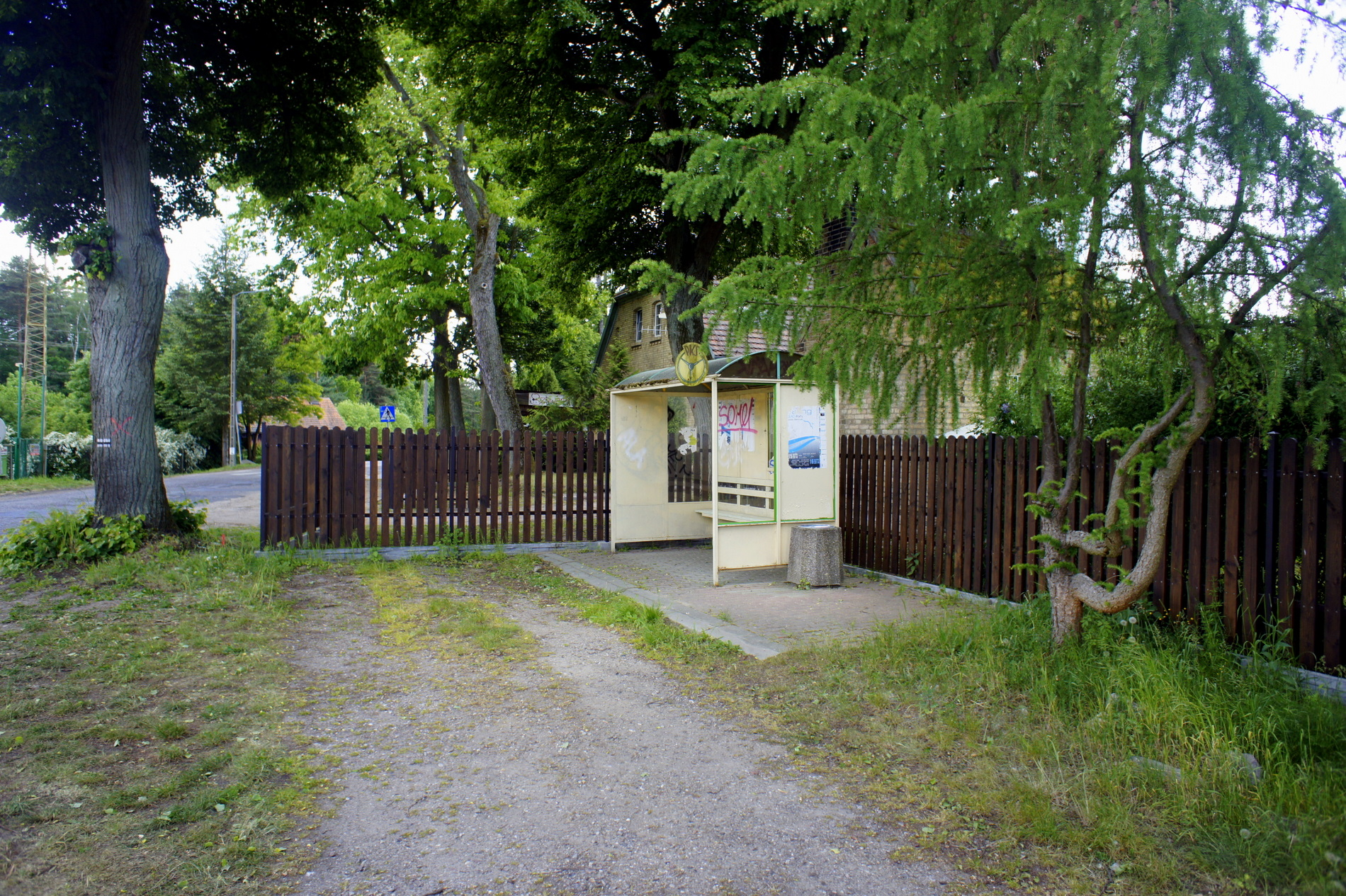
Przystanek PKS w Lubocieszy